# Karl Pascher von Osserburg
Karl Pascher von Osserburg (1908 nobilitiert mit „Ritter von Osserburg“; * 29. September 1847 in Mies; † 28. September 1910 in Meran) war Generalinspektor der Österreichischen Eisenbahnen.

## Leben und Wirken
Karl Pascher war Absolvent der Prager Technischen Hochschule und war anschließend als Eisenbahntechniker an der Trassierung verschiedener Bahnen in Österreich-Ungarn und im Osmanischen Reich beteiligt. Er stand ab dem Jahr 1884 im Dienst der k.k. Staatsbahnen, fungierte ab 1894 als Staatsbahndirektorstellvertreter in Wien und wurde 1899 in das Eisenbahnministerium berufen. Im Jahr 1906 folgte die Beförderung zum Leiter der Verkehrssektion und bereits ein Jahr später wurde er zum Vorstand der Generalinspektion der österreichischen Eisenbahnen ernannt. Als international anerkannte Autorität wurde er auch zum Schiedsrichter in dem Streit der Schweizer Bundesregierung mit der Gotthardbahn-Gesellschaft berufen.
Die Position des kaiserl.-königl. Generalinspektors der Österreichischen Eisenbahnen, die er erlangte, war eine der höchsten offiziellen Positionen in der österreichisch-ungarischen Monarchie. Für seine lebenslangen Verdienste wurde er im Jahr 1908 von Kaiser Franz Joseph I. in den erblichen Ritterstand mit dem Prädikat „von Osserburg“ erhoben. Er ist Stammvater der wappenführenden Familie Pascher von Osserburg.
Während der Bauarbeiten an der Eisenbahnstrecke von Pilsen nach Böhmisch Eisenerz verbrachte er seine Freizeit mit der Erkundung des westlichen Böhmerwalds, insbesondere des Arber- und Ossergebirges. Dort untersuchte er experimentell Niederschlag, Versickerung und Verdunstung von Regenwasser und deren Einfluss auf den Volumenstrom der Moldau mit dem Ziel, Überschwemmungen vorhersagen zu können. Seine umfangreichen naturwissenschaftlichen Forschungen und historischen Kenntnisse führten zur Abfassung des 1878 erschienenen Führers durch den Böhmerwald.